# Apatochernes cheliferoides
Apatochernes cheliferoides är en spindeldjursart som beskrevs av Beier 1948. Apatochernes cheliferoides ingår i släktet Apatochernes och familjen blindklokrypare. Inga underarter finns listade i Catalogue of Life.